# Косульников, Алексей Павлович
Алексе́й Па́влович Косу́льников (1903—1991) — советский хозяйственный и политический деятель, кандидат исторических наук, заслуженный деятель науки РСФСР (1978).

## Биография
Родился в 1903 году. Член КПСС.
С 1921 года — на хозяйственной, общественной и политической работе. В 1921—1983 гг. — научный деятель в области истории Коммунистической партии, заведующий кафедрой истории ВКП(б) исторического факультета МГУ имени М. В. Ломоносова, директор Музея им. В. И. Ленина, главный редактор журнала «Вопросы истории КПСС».
Умер после 1983 года.

## Сочинения
- О произведении В. И. Ленина «Две тактики социал-демократии в демократической революции» (1951)
- Третий съезд РСДРП (1951).